# Stenar

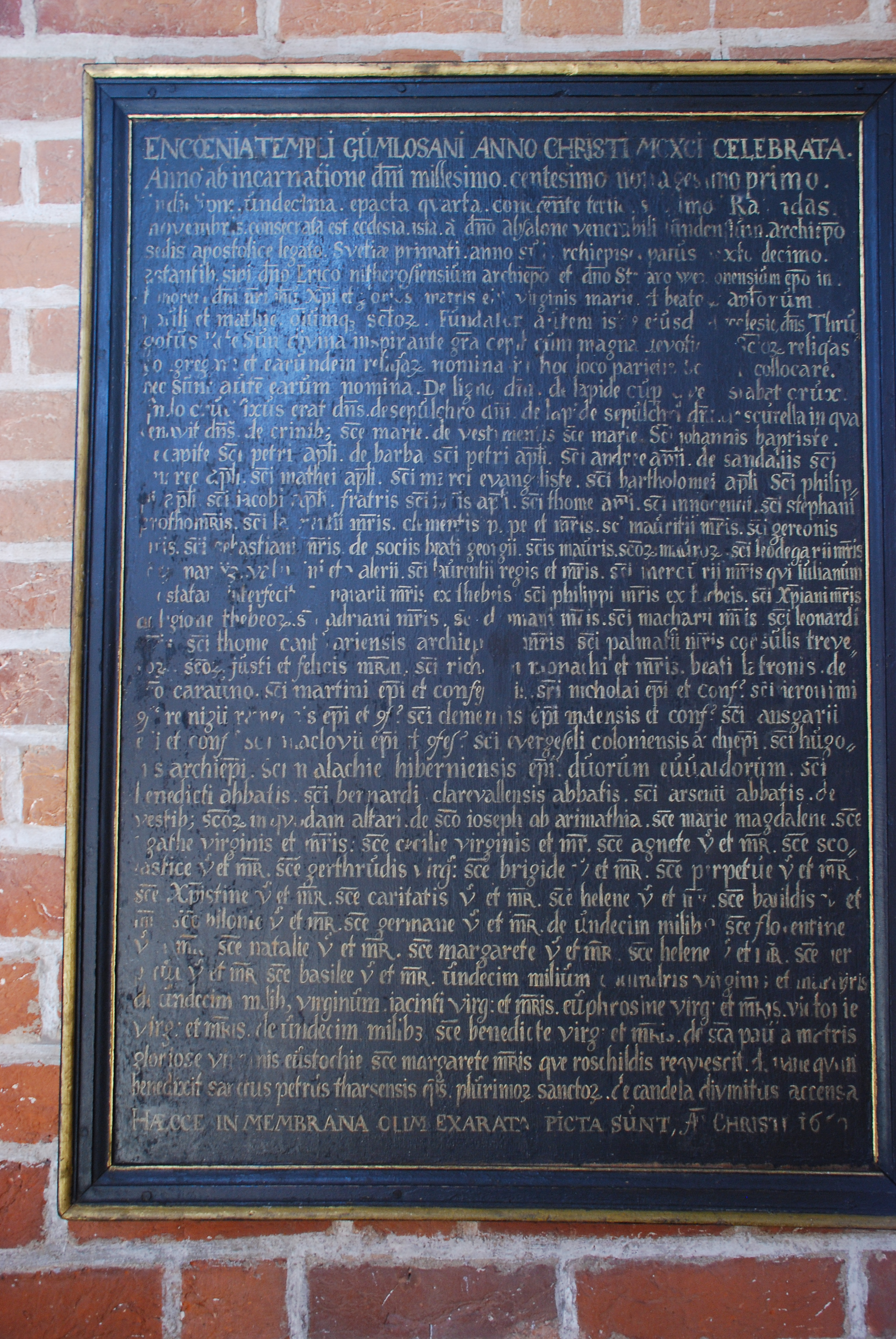
En text i Gumlösa kyrka som nämner biskop Stenar av Växjö.

Stenar var en svensk biskop i Linköpings stift mellan 1170 och 1171, troligen identisk med biskopen i Växjö stift (1180–1191). Det finns även en biskop Stenar i Skara, (1228–1238), men denne var troligen en separat person med tanke på tidsskillnaden.
Stenar bevittnar som Linköpingsbiskop dokument som ärkebiskop Eskil av Lund utfärdade i juni 1170 i Ringsted vid Knut Lavards translation. Något år senare bekräftar en påvlig bulla att Stenar "föredragit klostrets lugn framför episkopatets ära" och nedlagt sitt ämbete inför ärkebiskop Eskil av Lund. Hans efterträdare är biskop Kol. Man har väl sett ett samband mellan Stenars avgång och de svenska tronstriderna i denna tid.
Stenarus Wexonensis episcopus (Stenar, biskop i Växjö stift) nämns första gången som vittne i ett danskt stadfästelsebrev utfärdat av ärkebiskop Absalon av Lund i Lund 12 maj 1180. Biskop Stenar av Växjö är vittne till ett gåvobrev av Knut Eriksson till Julita kloster. Det är oklart från var och när brevet härstammar. Det har tolkats att originalbrevet tillkom omkring år 1191. Den 28 december 1191 utfärdade påve Celestinus III en befallning till Stenar att han skulle lämna biskop Kol i Linköpings stift i okvald besittning av vad denne innehaft. Påven lät sedan ärkebiskopen av Uppsala och biskopen i Skara stift avgöra tvisten. Kring denna tid assisterade Biskop Stenar av Växjö Absalon vid invigningen av Gumlösa kyrka i Göinge.
Växjös äldsta biskopslängd, nedtecknad 1206, berättar att Stenar var en släkting till Karl Sverkersson.